# Proctoporus unsaacae
Proctoporus unsaacae är en ödleart som beskrevs av Doan och Castoe 2003 2003. Proctoporus unsaacae ingår i släktet Proctoporus och familjen Gymnophthalmidae. Inga underarter finns listade i Catalogue of Life.
Arten är bara känd från Anderna i södra Peru. Den hittades vid 3253 meter över havet. Honor lägger troligtvis ägg.